# Abdourahmane Barry
Abdourahmane Barry (Courbevoie, 21 febbraio 2000) è un calciatore francese naturalizzato guineano, difensore dell'Amiens.

## Caratteristiche tecniche
È un difensore centrale.

## Carriera

### Club
Cresciuto nel settore giovanile del Paris Saint-Germain, nel 2018 gioca alcuni incontri con la squadra riserve prima di passare a parametro zero al Salisburgo, che lo aggrega alla propria squadra affiliata del Liefering; Debutta fra i professionisti il 27 luglio in occasione del match di seconda divisione vinto 2-1 contro l'Horn, mentre il 29 marzo 2021 realizza la sua prima rete nella vittoria per 3-0 sul campo del Kapfenberger.
Rimasto svincolato al termine della stagione, il 19 agosto 2020 si accorda con il Greuther Fürth con cui firma un contratto biennale; nonostante la promozione con il club biancoverde vive una stagione travagliata per via di alcuni infortuni, collezionando solamente 10 presenze fra campionato e coppe.
L'11 settembre 2021 esordisce in Bundesliga nel match casalingo perso 2-0 contro il Wolfsburg.

### Nazionale
Nel 2023 ha esordito in nazionale.

## Statistiche

### Presenze e reti nei club
Statistiche aggiornate al 23 ottobre 2021.
| Stagione        | Squadra               | Campionato      | Campionato | Campionato | Coppe nazionali | Coppe nazionali | Coppe nazionali | Coppe continentali | Coppe continentali | Coppe continentali | Altre coppe | Altre coppe | Altre coppe | Totale | Totale |
| Stagione        | Squadra               | Comp            | Pres       | Reti       | Comp            | Pres            | Reti            | Comp               | Pres               | Reti               | Comp        | Pres        | Reti        | Pres   | Reti   |
| --------------- | --------------------- | --------------- | ---------- | ---------- | --------------- | --------------- | --------------- | ------------------ | ------------------ | ------------------ | ----------- | ----------- | ----------- | ------ | ------ |
| 2017-2018       | Paris Saint-Germain 2 | N2              | 4          | 0          |                 | -               | -               |                    | -                  | -                  |             | -           | -           | 4      | 0      |
| 2018-2019       | Liefering             | 2L              | 14         | 1          |                 | -               | -               |                    | -                  | -                  |             | -           | -           | 14     | 1      |
| 2019-2020       | Liefering             | 2L              | 0          | 0          |                 | -               | -               |                    | -                  | -                  |             | -           | -           | 0      | 0      |
| 2020-2021       | Greuther Fürth        | 2L              | 9          | 0          | CG              | 1               | 0               |                    | -                  | -                  |             | -           | -           | 10     | 0      |
| 2021-2022       | Greuther Fürth        | BL              | 8          | 0          | CG              | 1               | 0               |                    | -                  | -                  |             | -           | -           | 9      | 0      |
| Totale carriera | Totale carriera       | Totale carriera | 35         | 1          |                 | 2               | 0               |                    | -                  | -                  |             | -           | -           | 37     | 1      |